# Stadion Stanovi
Stanovi su nogometni stadion u Zadru. Na njemu svoje domaće utakmice igra HNK Zadar. Može primiti do 5860 gledatelja.

## Povijest
Sadašnji je oblik stadion dobio 1979. godine, kada su trajale pripreme za Mediteranske igre, koje su se iste godine održale u Splitu. Tada je izgrađena i upravna zgrada NK Zadra.
Istočna tribina stadiona, koja je naslonjena na stambeno-poslovnu zgradu, izgrađena je 1994. godine.
Nakon smrti Hrvoja Ćustića 2008. godine, počelo je obnova. Srušen je sporni betonski zid, srušena je zapadna tribina i teren je pomaknut nekoliko metara prema zapadu, postavljena su 4 reflektora, pokraj stadiona izgrađen je pomoćni teren s umjetnom travom.
U planu je izgradnja nove zapadne tribine, ali na nju će se trebati još pričekati.

## Problemi oko licencije
Stanje stadiona godinama nije zadovoljavalo kriterije HNS-a, a osobito UEFA-e. Najviše je sporan bio zid kraj samog terena, no taj je nedostatak uklonjen. Problem se nije rješavao sve do 2008. godine i pogibije Hrvoja Ćustića, igrača Zadra koji je glavom udario u spomenuti zid, što je bio konačan povod konkretnije obnove stadiona.